# Julio Porcile
Julio César Porcile (n. 30 de noviembre de 1927 en Buenos Aires - f. el 9 de diciembre de 2013, ibídem) fue un militar argentino, que perteneciente a la Fuerza Aérea Argentina, alcanzó la jerarquía de Brigadier. 
Ocupó el cargo de Ministro de Trabajo de la Nación, durante las presidencias de facto de Roberto Eduardo Viola y Leopoldo Galtieri, del 29 de marzo al 12 de diciembre de 1981 y del 22 de diciembre de 1981 al 30 de junio de 1982; en el período de transición de ministro de Viola-Galtieri ocupó interinamente el cargo de Ministro del Interior.

## Carrera
Egresó en 1949 como Alférez, con el título de Oficial de Informaciones, del Escuela de Aviación Militar. 
Fue agregado de la Fuerza Aérea Argentina en la República Federativa de Brasil desde 1968 a 1970.
En 1972 se desempeñaba como vocal del tribunal ordinario de honor de las Fuerzas Armadas.
Desde el 4 al 10 de diciembre de 1973, ostentando la jerarquía de Comodoro, Julio César Porcile participó del primer vuelo transatlántico tricontinental, partiendo desde América del Sur en la Ciudad de Buenos Aires y haciendo escala en Río Gallegos, luego en la Antártida en la Base Marambio, para finalmente llegar a Oceanía aterrizando en Christchurch, Nueva Zelanda y finalmente en Canberra, Australia. Entre los tripulantes estaban el Brigadier General Héctor Fautario, y los por entonces Capitanes Hugo César Meisner (caído en Malvinas) y Juan Daniel Paulik, quien sería en 1993 titular de la Fuerza Aérea Argentina.

### Durante el Proceso de Reorganización Nacional
Participó activamente en el Proceso de Reorganización Nacional con respecto a lo relacionado con bienestar social, elaborando la reglamentación del régimen militar. Más tarde, durante la presidencia de Jorge Rafael Videla, fue nombrado interventor de la Confederación General del Trabajo en 1976, ostentando la jerarquía de Comodoro. 
Accedió al grado de brigadier el 31 de diciembre de 1978.
Más tarde, con la asunción de Viola, llegaría a ser titular del Ministerio de Trabajo nacional, cargo en el que permaneció hasta la renuncia de Leopoldo Galtieri.